# نعيم سليتي
نعيم سليتي (بالفرنسية: Naïm Sliti) (مواليد 27 يوليو 1992) هو لاعب كرة قدم تونسي محترف، يلعب حاليًا مع نادي الشمال القطري.

## الأهداف الدولية
تحديث 3 يونيو 2016. أهداف تونس تظهر أولًا على اليمين.
| م. | التاريخ      | الملعب                      | مباراة | الخصم  | الهدف | النتيجة | المنافسة                                   |
| -- | ------------ | --------------------------- | ------ | ------ | ----- | ------- | ------------------------------------------ |
| 1  | 3 يونيو 2016 | ملعب دو فيل، جيبوتي، جيبوتي | 1      | جيبوتي | 1–0   | 3–0     | تصفيات كأس الأمم الأفريقية لكرة القدم 2017 |

## روابط خارجية
- نعيم سليتي على موقع الاتحاد الدولي (مؤرشف)  (الإنجليزية)
- نعيم سليتي على موقع رابطة كرة القدم الفرنسية للمحترفين (الإنجليزية)
- نعيم سليتي على موقع قاعدة بيانات كرة القدم.إي يو (الإنجليزية)
- نعيم سليتي على موقع ليكيب (الفرنسية)
- نعيم سليتي على موقع ناشيونال فوتبول تيمز (الإنجليزية)
- نعيم سليتي على موقع Soccerway.com (الإنجليزية)
- نعيم سليتي على موقع عالم كرة القدم.نت (الإنجليزية)
- نعيم سليتي على موقع AS.com (الإسبانية)
- Naïm Sliti profile at Foot-National.com
- Naïm Sliti profile at LFP.fr
- Naïm Sliti profile at L'Équipe.fr